# Odo van Orléans
Odo van Orléans, ook Udo, (ca. 780 - juni 834) was een vooraanstaande hoveling van Karel de Grote en Lodewijk de Vrome. Odo was zoon van Hadrianus van Orléans (zoon van Gerold van Vintzgouw) en Waldrada van Hornbach. Zijn vader was zwager van Karel en daardoor was Odo een volle neef van Lodewijk, via diens moeder. Hij had dus uitstekende connecties en was daarbij ongevaarlijk omdat hij geen aanspraken op de troon had, de ideale combinatie voor een carrière aan het hof. Hij was een trouwe aanhanger van Lodewijk de Vrome en een gunsteling van diens tweede vrouw Judith van Beieren.
In 810 was hij keizerlijk gezant naar Oost-Saksen en werd gevangengenomen door de Wilzen (een Slavische stam). Een jaar later maakte hij deel uit van delegatie die vrede sloot met de Denen. In 821 werd hij benoemd tot graaf van de Lahngouw. In 826 werd hij opperschenker van de palts te Ingelheim. Een jaar later werd hij graaf van Orléans als opvolger van Matfried, die samen met Hugo van Tours was afgezet wegens lafheid. Odo werd een bondgenoot van Bernhard van Septimanië.
In mei 830 werd Odo verslagen door de opstandige Pepijn I van Aquitanië. Door Lotharius I werd hij verbannen naar Italië. Matfried werd hersteld als graaf van Orléans. In oktober van datzelfde jaar wist Lodewijk de Vrome de macht terug te winnen en herstelde hij Odo in zijn ambt. In zijn poging om zijn macht te doen gelden krijgt hij te maken met veel verzet over zijn politiek ten aanzien van kerkelijke bezittingen. In 834 gaf Odo leiding aan een veldtocht van de strijdkrachten uit Neustrië die trouw waren aan Lodewijk, tegen de aanhangers van Lotharius: Matfried en Lambert van Nantes. Bij de grens met Bretagne wordt Odo bij een verrassingsaanval verslagen. Zelf komt hij om het leven en met hem sneuvelen zijn broer Willem, Wido van Maine en Theodo, abt van St Martin te Tours en keizerlijk kanselier. Odo wordt als schuldige aan deze nederlaag beschouwd.
Odo was getrouwd met Engeltrude, dochter van Leuthard I van Parijs en Grimhilde. Zij kregen de volgende kinderen:
- Irmintrudis, eerste vrouw van Karel de Kale
- Willem, in 866 gedood in Bourgondië
- Gebhard